# Kad et Olivier
Pour les articles homonymes, voir KDO.
 (février 2024).
Si vous disposez d'ouvrages ou d'articles de référence ou si vous connaissez des sites web de qualité traitant du thème abordé ici, merci de compléter l'article en donnant les références utiles à sa vérifiabilité et en les liant à la section « Notes et références ».
Kad et Olivier, ou Kad et O (stylisé KDO), est un duo d'humoristes français composé de Kad Merad et Olivier Baroux, qui sont également acteurs, scénaristes et réalisateurs. 
Ils se sont fait connaître sous ce nom sur la chaîne Comédie !, en présentant La Grosse Émission.

## Kad Merad
Né le 27 mars 1964 à Sidi-Bel-Abbès (en Algérie) d'un père algérien et d'une mère berrichonne.

De son vrai nom Kaddour Merad, il commence sa carrière d'artiste très tôt. Il n'a que dix ans lorsqu'il monte son premier groupe de rock. Il fait alors office de chanteur, mais également de batteur. Après plusieurs petits boulots, il s'illustre au Club Med dans la troupe comique des Gigolo brothers puis se lance dans le théâtre, où il jouera le répertoire classique (Andromaque, Le Misanthrope…) sous la direction de Jacqueline Duc. En 1991, il devient animateur sur la radio parisienne Ouï FM. En 2008, il joue dans le film Bienvenue chez les Ch'tis réalisé par Dany Boon dans lequel il incarne un directeur de la poste muté dans le nord nommé Philippe Abrams ; ce film obtient un grand succès commercial.

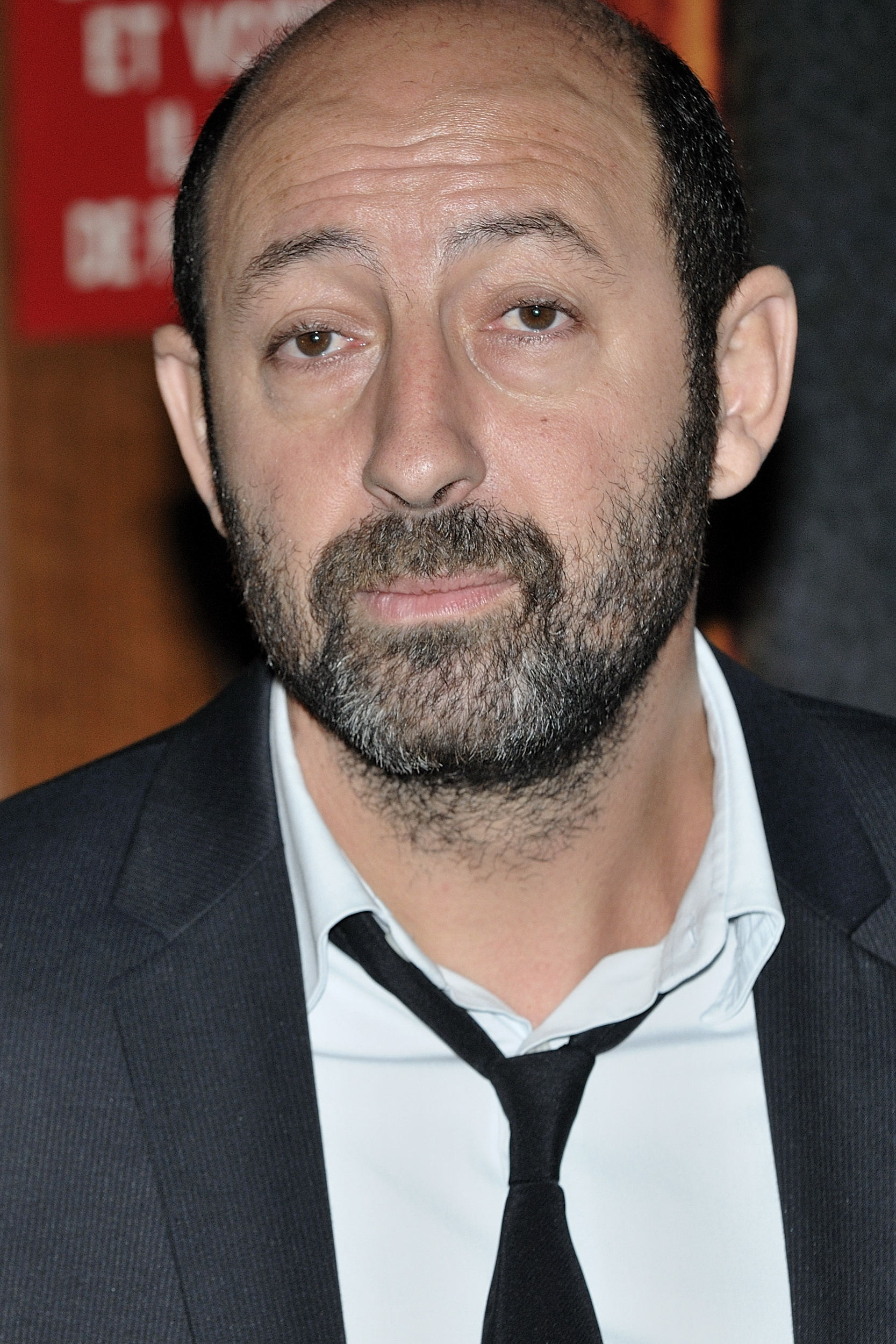
Kad Merad, un des deux membres du duo.

## Olivier Baroux

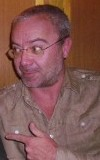
Olivier Baroux, un des deux membres du duo

Né le 5 janvier 1964 à Caen, il suit une voie plus classique et après cinq ans à couvrir les grands événements pour la radio normande RVS, il devient animateur sur une radio libre à Caen.
En 1991, il entre à OÜI FM, où il rencontre Kad.

## Le duo
C'est en 1991 sur OUI FM que les deux hommes se rencontrent. Olivier Baroux anime la matinale de la station et Kaddour Merad la tranche qui suit de 9h00 à 13h00. Lors du passage d'antenne chaque jour, ils prennent l'habitude de blaguer partant dans des improvisations de plus en plus longues. Devant cette complicité évidente, le directeur d'antenne décide de leur confier leur propre émission commune. Le 12 mars 1992, le Rock'n Roll Circus est lancé. Souvent diffusé en public, il est composé de sketchs avec des personnages récurrents et d'improvisations. Repérés par Jean-Luc Delarue, ils animent des chroniques dans les émissions de ce dernier à la télévision : Déjà Dimanche et Déjà le retour (où ils parodient divers célébrités en créant des sketchs en manipulant de petites figurines), puis C'est l'heure et C'est toujours l'heure (avec notamment "Le remix", séquence finale dans laquelle il se livrent à un doublage loufoque de divers moments de l'émission qui vient de se dérouler).
En 1998, une série de leur création et produite par Delarue, Les 30 dernières minutes est diffusée hebdomadairement (et à un horaire très tardif) sur France 2.
Ils créent également un spectacle sur scène Capri, c'est fini, qui n'obtient pas le succès escompté mais les fait repérer par Dominique Farrugia, à l'époque président de la chaîne Comédie !.
De 1999 à 2001, ils présentent La Grosse Émission sur la chaîne Comédie !. A cette période, ils coaniment également occasionnellement l'émission Tout le monde en parle avec Thierry Ardisson sur France 2. À partir de 2002, ils débarquent sur Europe 2 avec L’Autoroute de la Fortune, une heure d'antenne correspondant à des sketchs humoristiques très décalés. Au même moment, ils travaillent sur Canal+ avec La minute de Kad et Olivier dans l'Hypershow et 22 minutes chrono puis présentent en 2003 et 2004 l'émission Samedi soir en direct (version française de Saturday Night Live diffusée sur NBC). 
Leur humour est basé sur l'absurde avec beaucoup de running gags. S'ils écrivent et interprétent leurs sketchs à deux, Olivier Baroux se concentre généralement plus sur l'écriture et la mise en scène et Kad Merad sur l'interprétation.
Le duo apparaît dans plusieurs films tels que La Beuze ou encore Rien que du bonheur.
Ils se disent différents et complémentaires, et malgré les centaines de sketchs qu'ils ont coécrits, dont la célèbre série de Kamoulox, ils ne songent pas à se séparer.
En 2003, ils tiennent la vedette dans le film Mais qui a tué Pamela Rose ?, un pastiche de film policier qui regroupe des sketchs qu'ils improvisaient il y a dix ans, alors qu'ils officiaient encore à la radio. Ils jouent les policiers incompétents Bullit et Riper qui enquêtent sur le meurtre d'une stripteaseuse : Pamela Rose.
En 2005, Kad et Olivier incarnent deux génies dans la comédie Iznogoud de Patrick Braoudé.
Le 18 janvier 2006, le film Un ticket pour l'espace, dont ils sont à la fois les vedettes et les coscénaristes, tout comme dans Mais qui a tué Pamela Rose ?, sort au cinéma.
Olivier réalise son premier film en 2007 : Ce soir je dors chez toi dans lequel Kad tient un rôle important. Ils se retrouvent en 2008 dans son deuxième film, Safari. En 2012, ils tiennent la vedette de Mais qui a retué Pamela Rose ?, suite de Mais qui a tué Pamela Rose ?.

## Spectacles
Capri, c'est fini (du nom d'une célèbre chanson d'Hervé Vilard), mis en scène par Pierre-François Martin-Laval, et produit par Jean-Luc Delarue et Dominique Farrugia, 1998, Café de la Danse.

## Filmographie commune

### Acteurs
- 2003 : Mais qui a tué Pamela Rose ? d'Éric Lartigau
- 2003 : Les Clefs de bagnole de Laurent Baffie (caméo)
- 2004 : Monde extérieur de David Rault (court-métrage)
- 2004 : Frère des ours de Bob Walker (voix)
- 2005 : Iznogoud de Patrick Braoudé
- 2006 : Un ticket pour l'espace d'Éric Lartigau
- 2007 : Ce soir, je dors chez toi de Olivier Baroux
- 2009 : Safari d'Olivier Baroux
- 2010 : L'Italien d'Olivier Baroux
- 2012 : Mais qui a re-tué Pamela Rose ? de Kad Merad et Olivier Baroux

### Scénaristes
- 2003 : Mais qui a tué Pamela Rose ? de Éric Lartigau
- 2006 : Un ticket pour l'espace de Éric Lartigau
- 2012 : Mais qui a re-tué Pamela Rose ? de Kad Merad et Olivier Baroux

### Réalisateurs
- 2012 : Mais qui a re-tué Pamela Rose ? de Kad Merad et Olivier Baroux

### DVD
- 2001 : Kad et Olivier vous font montrer Le Gros DVD
- 2004 : La Traversée de l'Atlantique en solitaire à 2
- 2007 : Antotologie